# مناتساکان ناهاپتیان
مناتساکان هوهانسی ناهاپتیان (ارمنی: Մնացական Հովհաննեսի Նահապետյան؛  زادهٔ ۱ دسامبر ۱۹۱۰ - درگذشته ۱۸ ژوئیهٔ ۱۹۸۳) علوم ادبی، ویراستاری اهل ارمنستان بود.

## زندگی‌نامه
وی در ۱ دسامبر ۱۹۱۰ در گاندزاک به دنیا آمد و از دانشگاه دولتی علوم پرورشی خاچاطور آبوویان ارمنستان (۱۹۴۰) فارغ‌التحصیل گشت. وی آوانگارد، دانشگاه دولتی زبان‌ها و علوم اجتماعی بروسوف ایروان، انستیتو ادبیات فرهنگستان ملی عوم ارمنستان و حزب کمونیست ارمنستان فعالیت می‌کرد. همچنین برندهٔ جوایزی همچون  شده‌است. وی در ۱۸ ژوئیهٔ ۱۹۸۳ در سن ۷۲ سالگی در ایروان درگذشت.